# ダンダン・ウィリク
ダンダン・ウィリク（Dandan Oilik、Dändan Öylik、丹丹烏里克、スタインの綴りでは Dandan-Uiliq）は、タクラマカン砂漠の中にある都市の廃墟で、8世紀ごろに繁栄していた。かつては崑崙山脈に発する川が流れており、ホータン王国のオアシス都市だった。

## 名称
ダンダン・ウィリクとは、ウイグル語で「象牙の家々」を意味し、現地の「宝探し」の人々による呼称をオーレル・スタインが採用したものである。出土した漢文資料によれば、唐には「傑謝」（Gaysāta）と呼ばれていた。

## ヘディンとスタインの探検
西洋にダンダン・ウィリクの情報を最初にもたらしたのはスヴェン・ヘディンで、1896年のことである。現地の住民から、その昔砂漠の中に「タクラ・マカン（大戈壁）」と呼ばれる大都市があったが、いつの頃からか流沙の中に呑み込まれてしまったという話を聞き、村民の案内によりホータンから10日ほどでこの遺跡にたどり着いた。しかし、簡単な調査をして報告はしたものの、ヘディンは地理学者であり考古学者ではないので、踏み込んだ発掘調査は専門家の手にゆだねたのである。
英領インドにいたオーレル・スタインはホータンで遺物調査の準備をしているときに、土地の「宝さがし」（盗掘を業としている者）がダンダン・ウィリク（象牙のある家）と呼んでいる場所がヘディンのいう古代都市タクラ・マカンと同一であることを知り、1900年12月19日から1901年1月3日までに、14の建築物を発掘調査した。多くは仏教寺院であり、サンスクリットの経典、ブラーフミー文字の一種で書かれたホータン語の文書、および漢文の文書を発見した。漢文の文書には8世紀後半の日付が記されていた。また、しっくい板の浮き彫りや木の絵板を発見し、それらがガンダーラ様式に似ていることに注目している。
スタインの発見した絵のうち、養蚕伝来の伝説を伝える板絵はとくに有名である。

## 再発見
スタインがダンダン・ウィリクを訪れたのは第1回探検の時のみである。スタイン以降、何人かがダンダン・ウィリクを訪れたが、1928年以降は探検されなくなり、その正確な場所もわからなくなっていた。1980年代にNHKのシルクロード取材班がホータンを訪れたとき、中国側は遺跡を確認できず、ダンダン・ウィリクとして紹介されたのは別の場所だった。
1997年1月、タリム盆地の石油探査に同行した新疆ウイグル自治区文物考古研究所の研究員が、ダンダン・ウィリクを偶然再発見した。2002年10月から、佛教大学の小島康誉らと新疆ウイグル自治区文物考古研究所による日中共同調査隊によって調査が行われた。スタインの調査は半月で14の建物を調査するという、現在から見るときわめて粗雑なものであったため、調査隊はスタインの見落した多くの文物を発見することができた。
2004年10月から行われた第2次日中共同調査には、日本のNHKと中国のCCTVが同行した。2005年の新シルクロード展では、新たに発見された壁画「西域のモナリザ」などの遺物が公開された。
仏教美術史の安藤佳香によると「西域のモナリザ」の鉄描線は尉遅乙僧の画風をしのばせるという。